# Football aux Jeux sud-asiatiques de 1984
Navigation
Édition suivante
En 1984, la première édition du Football aux Jeux d'Asie du Sud a eu lieu du 18 au 23 septembre au Népal, dans la ville de Katmandou. 
La compétition a été organisée par la Fédération de football d'Asie du Sud.
Le Népal a remporté le premier titre en battant le Bangladesh en finale

## Compétition

### Groupe A
| Équipe     | J | V | N | D | BM | BE | DB  | Pts |
| ---------- | - | - | - | - | -- | -- | --- | --- |
| Bangladesh | 3 | 3 | 0 | 0 | 12 | 0  | +12 | 6   |
| Népal      | 3 | 2 | 0 | 1 | 9  | 5  | +4  | 4   |
| Maldives   | 3 | 1 | 0 | 2 | 1  | 9  | -8  | 2   |
| Bhoutan    | 3 | 0 | 0 | 3 | 0  | 8  | -8  | 0   |

     Équipe qualifiée; Pts = points; J = joués; G = gagnés; N = nuls; P = perdus;

Bp = buts pour; Bc = buts contre; Diff = différence de buts
| Date         | Équipe 1   | Résultat | Équipe 2 |
| ------------ | ---------- | -------- | -------- |
| 18 septembre | Népal      | 4 - 0    | Maldives |
| 18 septembre | Bangladesh | 2 - 0    | Bhoutan  |
| 19 septembre | Bangladesh | 5 - 0    | Maldives |
| 20 septembre | Népal      | 5 - 0    | Bhoutan  |
| 21 septembre | Maldives   | 1 - 0    | Bhoutan  |
| 21 septembre | Bangladesh | 5 - 0    | Népal    |

### Finale
| 23 septembre 1984 | Népal | 4 – 2 | Bangladesh | Katmandou |  |
|                   |       |       |            |           |  |